# Anisocentropus eungellus
Anisocentropus eungellus är en nattsländeart som beskrevs av Arturs Neboiss 1980. Anisocentropus eungellus ingår i släktet Anisocentropus och familjen Calamoceratidae. Inga underarter finns listade i Catalogue of Life.